# La Haye-Aubrée
Haye-Aubrée – miejscowość i gmina we Francji, w regionie Normandia, w departamencie Eure.
Według danych na rok 1990 gminę zamieszkiwało 381 osób, a gęstość zaludnienia wynosiła 51 osób/km² (wśród 1421 gmin Górnej Normandii Haye-Aubrée plasuje się na 543 miejscu pod względem liczby ludności, natomiast pod względem powierzchni na miejscu 501).